# Fliegenpilztomate

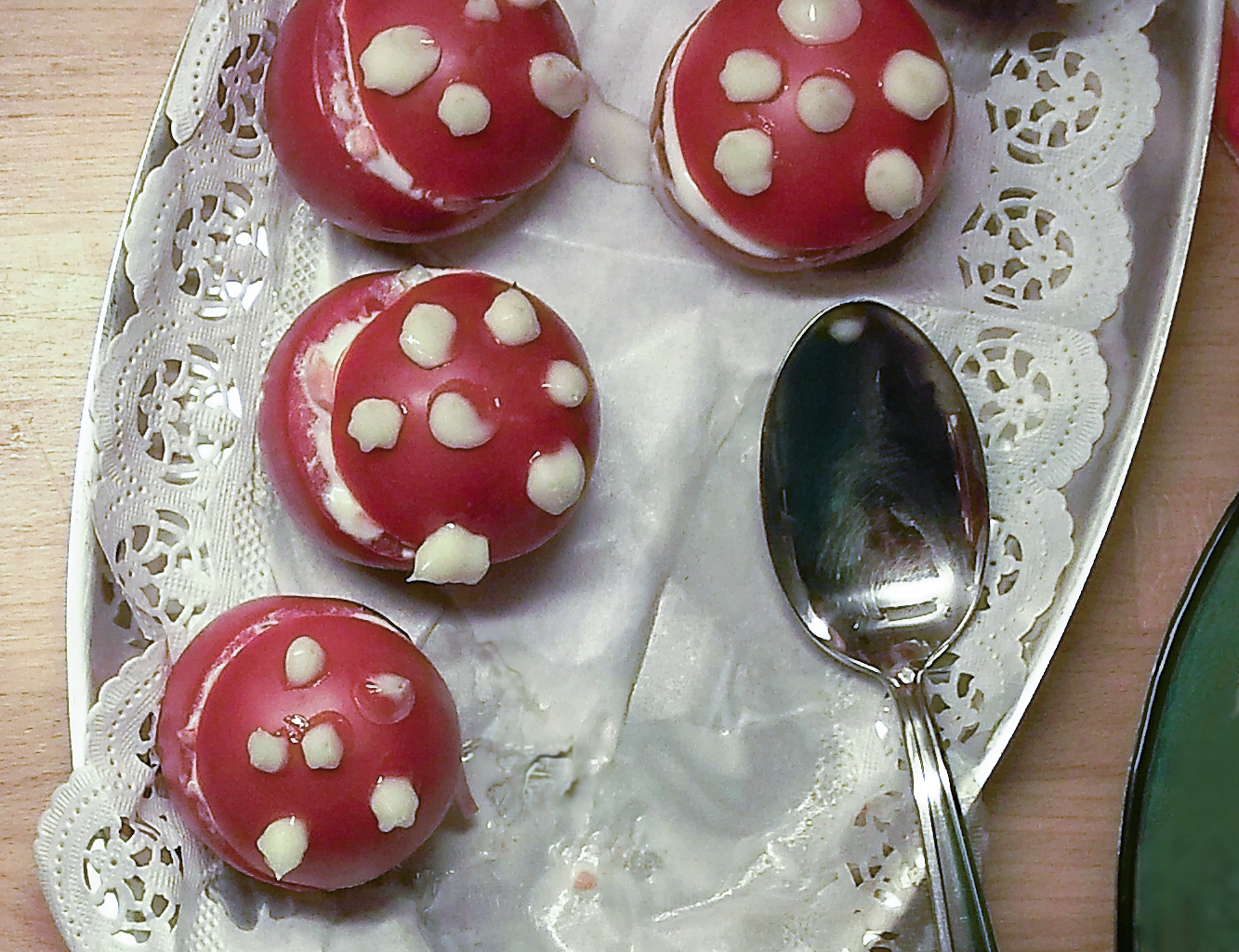
Fliegenpilztomaten

Eine Fliegenpilztomate ist ein kaltes Gericht aus Tomate mit Füllung und Mayonnaise, das vor allem als dekorativer Bestandteil von kalten Platten oder Buffets dient.
Zur Zubereitung wird eine meist kleinere Tomate oder auch eine Cherrytomate quer durchgeschnitten; der größere obere Teil (mit Stielansatz) wird vorsichtig ausgehöhlt, innenseitig mit Salz und Pfeffer gewürzt und dann mit einem meist pikanten Salat wie z. B. Fleischsalat gefüllt. Die Tomatenhälften werden mit der Füllungsseite nach oben auf eine Platte o. Ä. abgesetzt, oft auf ein Bett aus Salatblättern oder Petersiliesträußchen. Danach wird der untere Teil der Tomate (ohne Stielansatz), eventuell mit etwas Mayonnaise zum „Befestigen“, als Deckel aufgesetzt und schließlich mit einigen Mayonnaisetupfern garniert, so dass das Gericht deutlich an einen Fliegenpilz erinnert.
Ein vergleichbares Gericht sind Fliegenpilzeier.
Kalte Platten mit Fliegenpilztomaten zu servieren, kam in den 1950er-Jahren in Mode. Ebenso wie Fliegenpilzeier, Käsespieße mit Weintrauben, Mett- und Käseigel oder Schinkenröllchen und -tüten gehörten sie bis in die 1970er-Jahre zum Standardrepertoire von kalten Buffets, besonders in Privathaushalten.